# Троицкий собор (Валдай)
Свято-Троицкий собор — православный храм в городе Валдай Новгородской области. Является архитектурной доминантой города, а также центром духовной и культурной жизни Валдайского района. Входит в состав Валдайского благочиния Новгородской епархии Русской православной церкви. Памятник архитектуры регионального значения. Расположен на центральной площади Валдая.

## История
Точной даты, когда был воздвигнут этот храм, не установлено. По сведениям летописей и результатам натурных обследований, строительство храма относится к XVII—XIX векам. Так как он был деревянным, то нередко страдал от огня. Впервые это случилось весной 1693 года, когда Валдай был охвачен сильным пожаром. На следующий год после этого Новгородский и Великолукский митрополит Корнилий утвердил грамоту, с позволения которой началось воздвижение и последующее освящение каменного храма Святой Троицы. 
По другой версии каменный храм был построен в царствование императрицы Елизаветы. В 1772 году Троицкий храм стал собором. В 1802—1803 годах выстроили два придела. В 1854 и 1881 годах храм повредили два сильных пожара, и в 1882 году заново отделаны и освящены снова приделы. 
Пожары продолжались и в каменном здании. Так, однажды во время крестного хода в Валдае 6 августа 1854 года, когда жители города провожали в монастырь Иверскую икону Божией Матери, в Троицком соборе вспыхнул огонь. Часть реликвий удалось вынести из пламени. Уцелела икона Параскевы Пятницы (XVI век) — храмовая икона первой валдайской церкви. Удалось также спасти образ святого Николая чудотворца, перенесённый в собор в XVIII веке из упразднённой Никольской церкви.
В течение следующего года храм был восстановлен. Однако в мае 1881 года Свято-Троицкая церковь снова была разрушена мощным пожаром, на этот раз, захватившим и значительный район города. С той поры и до настоящего времени, основная часть сооружения остаётся не реконструированной.

### Описание
Центральный объём представляет собой бесстолпный четверик на подклете, завершённый одной главой. С трёх сторон обведён хорами. У храма одна пятигранная апсида. Он окружён с трёх сторон — южной, западной и северной, пристройками более позднего периода. Из них южная сохранила свои оригинальные формы. Четверик соединён с колокольней в три яруса, возведённой в XIX веке.
Перестройка собора производилась в 1744 году, в 1802—1803 — в этот раз были разобраны и возведены заново два придела. Считается, что в 1838 году была пристроена колокольня, спроектированная Давидом Висконти и Луиджи Руска.

### Советский период и современное состояние
Храм действовал до 1928 года, когда в нём прекратили богослужения. В 1940-х годах было разобрано завершение основного объёма, в 1955 году — верхний ярус колокольни. В 1950-х годах церковь превратили в дом культуры, что принесло новые разрушения — при перепланировке уничтожили своды и оставшиеся завершения храма.

Согласно проведённым обмерным работам, сохранились стены центрального объёма ниже уровня откосов четверика; перекрытие подцерковья; два яруса апсиды со сводами; два уровня перехода из центрального здания в колокольню ниже карниза; первый ярус колокольни с фронтоном, относящийся к позднему периоду; у двухэтажных пристроек XX века с северной и северо-западной стороны — стены; в южном приделе (датируется началом XIX в.) стена, выходящая на восток, и часть южной стены (первый этаж).
В 1993 году в здании случился новый пожар, который сделал невозможным использование его и в качестве дома культуры. Во время него металлические фермы над южными пределами упали и обрушили своды первого яруса, рухнуло также перекрытие из бетона. Сохранившиеся своды в результате пожара пришли в аварийное состояние. В юго-западной части четверика на уровне хор образовался пролом, часть южной стены стала оседать. Когда пострадавшие конструкции начали разбирать, стена четверика опустилась и произошло обрушение сводов первого яруса с сохранившейся частью южной стены.  
Собор был исследован архитекторами в 1992 и 1997 годах. В результате было установлено, что главные конструкции подклета и четверика на уровне второго света были построены в конце XVII века.
В 1997 году бесхозный собор был передан в ведение Новгородского епархиального управления.
В 2001 году храм был восстановлен в формах XIX века по проекту, который опирался на обмеры архитекторов, на дореволюционные документы и фотографии.

## Галерея
| - В 2015 году - В январе 2013 года - часы на колокольне собора - площадь перед собором |